# Egzotarium
Egzotarium (z gr. ἔξω 'na zewnątrz') – pomieszczenie, w którym przetrzymuje się zwierzęta i rośliny egzotyczne. Może pełnić wiele funkcji, najczęściej pełni funkcje edukacyjne i demonstracyjne dla zwiedzających (podobnie jak ogród zoologiczny czy akwarium). Niekiedy może także pełnić funkcję schroniska dla zwierząt egzotycznych czy centrum rehabilitacji gadów i płazów egzotycznych.

## Egzotaria w Polsce
- Egzotarium w Sosnowcu
- Egzotarium w Aquarium w Krakowie
- Egzotarium w krakowskim ZOO[1]
- Lubelskie Egzotarium